# Vice-presidente do Equador
O vice-presidente do Equador é o segundo mais alto cargo oficial eletivo do governo do Equador. Atualmente o cargo é exercido por Verónica Abad, eleita nas eleições presidenciais de Equador em 15 de outubro de 2023, junto com Daniel Noboa.
O cargo de vice-presidente tem existido desde o início da república equatoriana. Seu primeiro titular foi José Joaquín de Olmedo. A função principal do vice-presidente é a de suceder o presidente da república de forma temporária ou definitiva, mas tem tido vários papéis adicionais dependendo da constituição vigente. Por exemplo, de 1946 a 1963, o vice-presidente exercia como presidente da Câmara do Senado do Congresso Nacional. Entre 1978 e 1998, o vice-presidente era presidente do Conselho Nacional de Desenvolvimento. Desde 1978, o vice-presidente pode ter as faculdades que o presidente da república lhe atribua.
A residência e sede da vice-presidência é o Palácio da Vice-presidência, que se encontra atrás do Palácio de Carondelet. Os vice-presidentes usualmente têm sido eleitos junto com o presidente da república através do voto popular, como tem sido desde 1978 numa mesma chapa, mas em várias constituições não foi assim: na Carta Negra, o vice-presidente era designado pelo presidente; de 1946 até 1970 o vice-presidente era eleito de forma independente. Em duas ocasiões (Manuel Sotomayor e Lua e Jorge Zavala Baquerizo) foi eleito um vice-presidente de uma lista diferente à do presidente.
Tem tido sozinho dois vice-presidentes interinos, Rafael Pérez Casal, designado pela Assembleia Constituinte para subrogar a José María Plácido Caamaño durante sua interinazgo prévio a sua Presidência Constitucional e Manuel de Ascazubi e Matheu designado para subrogar a Gabriel García Moreno em 1869 durante a redação da Carta Negra, sendo encarregado do poder durante todo o processo constituinte ao recusar o cargo García Moreno.
Dois vice-presidentes têm sido encarcerados enquanto exerciam seu cargo: Carlos Julio Arosemena Monroy, vice-presidente de José María Velasco Ibarra em 1961, acusado de conspirar contra o presidente e encarcerado sem julgamento prévio por ordem de Velasco Ibarra, mantendo-se privado de liberdade por poucas horas antes de ser liberto e assumir a presidência ao ser derrubado o presidente. O último foi Jorge Glas, durante seu segundo período como vice-presidente de Lenín Moreno, por ser acusado de associação ilícita, encarcerado de forma preventiva desde outubro do 2017, julgado culpado posteriormente e condenado a seis anos de prisão, perdendo seu cargo por ausência definitiva ao não exercer o cargo por mais de três meses.
Em muitas ocasiões os vice-presidentes têm tido relações complicadas com o presidente da república, como foi o caso de José María Velasco Ibarra com Jorge Zavala Baquerizo; Lucio Gutiérrez com Alfredo Palácio; e, recentemente, Lenín Moreno com Jorge Glas que terminou com o mandatário retirado as funções que lhe tinha outorgado a Glas. Em certos casos o vice-presidente tem tido que assumir a presidência da república; o último a fazê-lo foi Alfredo Palácio. Quando isso ocorre, o Congresso Nacional elege um novo vice-presidente. Um caso particular ocorreu durante a crise política de 1997, quando, ao cair Abdalá Bucaram o Congresso Nacional designou a Fabián Alarcón como presidente interino em vez de permitir que a vice-presidente Rosalía Arteaga assumisse de forma definitiva como presidente constitucional. Isso se deveu ao Congresso, que no ano de 1996, mediante uma reforma à Constituição, eliminou o artigo que estabelecia a sucessão presidencial em caso de falta definitiva do presidente, o que criou um vazio constitucional.
Até agora, somente têm existido três mulheres que têm ocupado o cargo de vice-presidente: Rosalía Arteaga, eleita por mandato popular como vice-presidente de Abdalá Bucaram e Fabián Alarcón até sua renúncia; María Alejandra Vicuña, designada como vice-presidente encarregada pelo presidente Lenín Moreno depois do encarceramento de Jorge Glas, e posteriormente eleita pela Assembleia Nacional nas eleições vicepresidenciais de 2018 depois de se comprovar o abandono do cargo de Glas por sua situação legal; e María Alejandra Muñoz, eleita pela Assembleia Nacional, nas eleições vicepresidenciais de 2020, para substituir a Otto Sonnenholzner, quem renunciou a seu cargo.

### Mandatos e faculdades
Art. 143. As candidaturas à presidência e à vice-presidência da república constarão na mesma papeleta. O presidente e o vice-presidente serão eleitos por maioria absoluta de votos válidos emitidos. Se na primeira votação nenhuma chapa tiver conseguido maioria absoluta, se realizará um segundo turno eleitoral dentro dos seguintes quarenta e cinco dias, e nela participarão as duas chapas mais votados no primeiro. Não será necessária a segunda votação se a chapa que conseguiu o primeiro lugar obtiver ao menos os quarenta por cento dos votos válidos e uma diferença maior de dez pontos percentuais sobre a votação conseguida pela chapa localizada no segundo lugar.
Art. 146. Em caso de ausência temporária na Presidência da República, o substituto será quem exerça a vice-presidência. Considerar-se-á ausência temporária a doença ou outra circunstância de força maior que lhe impeça de exercer sua função durante um período máximo de três meses, ou a licença concedida pela Assembleia Nacional. Em caso de falta definitiva do presidente da república, substitui-lo-á quem exerça a vice-presidência pelo tempo que reste para completar o correspondente período presidencial.
Art. 149. Quem exerça a vice-presidência da república cumprirá os mesmos requisitos, estará sujeito às mesmas inabilidades e proibições estabelecidas para o presidente da república, e desempenhará suas funções por igual período.  O vice-presidente da república, quando não substitua ao presidente da república, exercerá as funções que esta ou este lhe atribua.
Art. 150. Em caso de ausência temporária de quem exerça a vice-presidência da república, corresponderá a substituição ao ministro de Estado que seja designado pela presidência da república. Serão causas de ausência temporária de quem exerça a vice-presidência da república as mesmas determinadas para a presidência da república. Em caso de falta definitiva do vice-presidente da república, a Assembleia Nacional, com o voto conforme da maioria de seus integrantes, elegerá sua substituição de uma terna apresentada pela Presidência da República. A pessoa eleita exercerá suas funções pelo tempo que falte para completar o período. Se a Assembleia Nacional ignora pronunciar no prazo de trinta dias de notificada a petição, entender-se-á eleita a primeira pessoa que conforme a terna.

## Vice-presidentes da República do Equador
Na história da república, a figura do vice-presidente não tem sido constante, sendo esta suprimida por várias ocasiões, sendo detalhado no artigo principal.

## Vida pós-vice-presidência
Os vice-presidentes constitucionais do Equador, ao terminar seu período, recebem de forma vitalícia uma pensão mensal por seu trabalho, a qual corresponde, segundo a atual Lei de Serviço Público, ao 75 % da remuneração vigente do vice-presidente da república em funções. Quando os vice-presidentes falecem, a pensão passa a suas viúvas até seu falecimento, caso no qual a pensão passará aos filhos do vice-presidente até que cumpram a maioria de idade. No caso dos vice-presidentes eleitos pelo Legislativo, estes recebem os 50 % da remuneração vigente. O único ex-vice-presidente que renunciou aos benefícios conforme à lei foi Otto Sonnenholzner.
Muitos ex-vice-presidentes mantiveram-se retirados da política depois de concluir seus mandatos, dedicados a trabalhos privados e alguns têm voltado à vida pública. Jerónimo Carrión, Antonio Borrero, Alfredo Baquerizo Moreno e Lenín Moreno são os únicos ex-vice-presidentes eleitos presidentes da república. Poucos vice-presidentes que não tenham assumido a presidência têm solicitado asilo político; o último foi Alberto Dahik. Enquanto, outros ex-vice-presidentes têm sido investigados por atos de corrupção e têm sido detidos ou condenados, como nos casos de Jorge Glas e María Alejandra Vicuña.